# Уткіна
У́ткіна — річка в Україні, права притока Білої Луганки. Басейн Сіверського Дінця. Довжина 10 км. Площа водозбірного басейну 59,4 км². Похил 15 м/км. Долина балкового типу. Заплава двостороння. Річище слабовиражене. Використовується на зрошування.
Бере початок поблизу села Воскресенівка Краснолуцька міська рада та с. Уткине. Тече територією Перевальського району прямо з півночі на південь, впадає до Білої Луганки у смт Селезнівка.